# Eunoumeana erebinata
Eunoumeana erebinata là một loài bướm đêm trong họ Geometridae.